# Rio Feieragu
O Rio Feieragu é um rio da Romênia, afluente do Orăştie, localizado no distrito de Hunedoara.